# Nasca fulvofasciata
Nasca fulvofasciata är en fjärilsart som beskrevs av Constant Vincent Houlbert 1917. Nasca fulvofasciata ingår i släktet Nasca och familjen Castniidae. Inga underarter finns listade i Catalogue of Life.